# Cryptocephalus sericeus
Cryptocephalus sericeus — один з багатьох видів жуків-листоїдів з роду Cryptocephalus, типовий вид роду. Дрібні, металічно-блискучі жуки зеленого, синього чи мідного кольору. Часто трапляється на жовтих суцвіттях айстрових. Звичайний вид в Україні.
Тіло невелике, 6-8 мм у довжину, зелене, синє, мідно-пурпурове, з металічним блиском.
Антени ниткоподібні, металевої блискучі. Передньоспинка поцяткована глибокими крапками, її основа  без облямівки, з двома виїмками, а бічний край у профіль виглядає S-подібним. Щиток помітний. Передні тазики розділені відростком середньогрудей. Ноги також з металічним блиском.